# Divisão internacional do trabalho
A Divisão Internacional do Trabalho é a especialização produtiva dos países e das regiões na intensificação das trocas. Esta especialização das funções econômicas é um reflexo da solidificação da globalização. Também é uma divisão de produção no cenário mundial entre os países desenvolvidos e subdesenvolvidos conhecidos como emergentes. Os primeiros exportam tecnologia, empresas e produtos industrializados e matéria prima são vendidos muito facilmente na época de hoje.

## Origem ou Primeira Divisão Internacional do Trabalho.
No fim do século XV, o capital estava na distribuição e circulação das mercadorias entre as metrópoles e suas colônias. As diversas regiões do mundo passaram a desenvolver funções diferentes, pois cada uma passou a especializar-se no fornecimento de matéria-prima, metais preciosos,  produtos manufaturados etc. Então, dessa maneira, a metrópole exportava manufaturas e as colônias produziam matéria-prima e exportavam para a metrópole. Com a necessidade de expandir o seu mercantilismo, vários países europeus foram conquistando várias terras.  A partir desse momento, diversas partes do mundo foram submetidas a dinâmica de circulação e de produção que era comandada pela Europa.

## Segunda Divisão Internacional do Trabalho
Graças à consolidação do sistema capitalista no século XVIII, houve uma intensa transformação no processo produtivo, que ficou conhecida como Revolução Industrial. Nessa época, a divisão internacional do trabalho passou por mudanças devido ao novo modelo de produção que as fábricas adotaram em relação às máquinas. Com isso, a produção artesanal é substituída gradativamente.

Nesse momento, o mundo estava dividido entre países especializados em fornecer matéria-prima e países que utilizavam essa matéria-prima para fazer produtos industrializados. Os que forneciam matéria-prima estavam atrelados ao subdesenvolvimento e os que produziam produtos industrializados se tornariam líderes do sistema capitalista.

## Nova DIT
Desde o início do século XX, a Inglaterra registrou sinais de fragilidade na sua condição de potência hegemônica, que foram agravados por duas guerras mundiais e pela crise de 1929. Após a Segunda Guerra Mundial, os Estados Unidos assumiram a posição de potência mundial. 

Essa nova fase do capitalismo ficou conhecida como Capitalismo Financeiro e causou modificações na DIT. Nessa época, muitos países subdesenvolvidos começaram a ser financiados pelas nações detentores da capital que devido a tal fato, muitas empresas passaram a espalhar filiais pelo mundo, o que transformou os países subdesenvolvidos em exportadores de produtos industrializados, alterando as relações comerciais que predominavam até então. Isso acarretou na mudança da Divisão Internacional do Trabalho, que passou a ser conhecida também por Nova DIT.
Superada a destruição que foi provocada pela segunda guerra mundial, a economia mundial acelerou como nunca. As empresas dos países industrializados tornaram-se grandes e se espalharam cada vez mais pelo mundo, globalizando não apenas a produção, mas também o consumo.
Nesse período, os países subdesenvolvidos também realizaram os seus processos tardios de industrialização. Só que, diferentemente da industrialização dos países desenvolvidos, essa aconteceu a partir da abertura do mercado financeiro desses países e pela instalação de empresas Multinacionais ou Globais, oriundas, quase sempre, de países desenvolvidos.
Além disso, assistiu-se também a uma segmentação do mercado produtivo. Para buscar isenções de impostos e rápido acesso a matérias-primas nos países subdesenvolvidos, as multinacionais distribuíram o seu processo produtivo por todo o globo terrestre. Um carro, por exemplo, tem o seu motor produzido no México, os para-choques na Argentina, o Chassi na Coreia do Sul e a montagem realizada no Brasil.
Com isso, surgiu a denominação de “indústrias maquiladoras”, pois não havia produção de nenhum material nelas, mas apenas a montagem oriunda da produção de peças de diversos setores do mundo.

Convém ressaltar que a produção industrial continua sendo realizada majoritariamente pelos países desenvolvidos, ou com o capital oriundo desses países. Apenas o local da produção é que mudou, mas todo o capital dessas empresas retorna aos seus países de origem. Essa migração das multinacionais se deve pela busca de mão de obra abundante nos países pobres e por maiores oportunidades de explorarem os recursos naturais.